# St. Bonifatius (Aerzen)

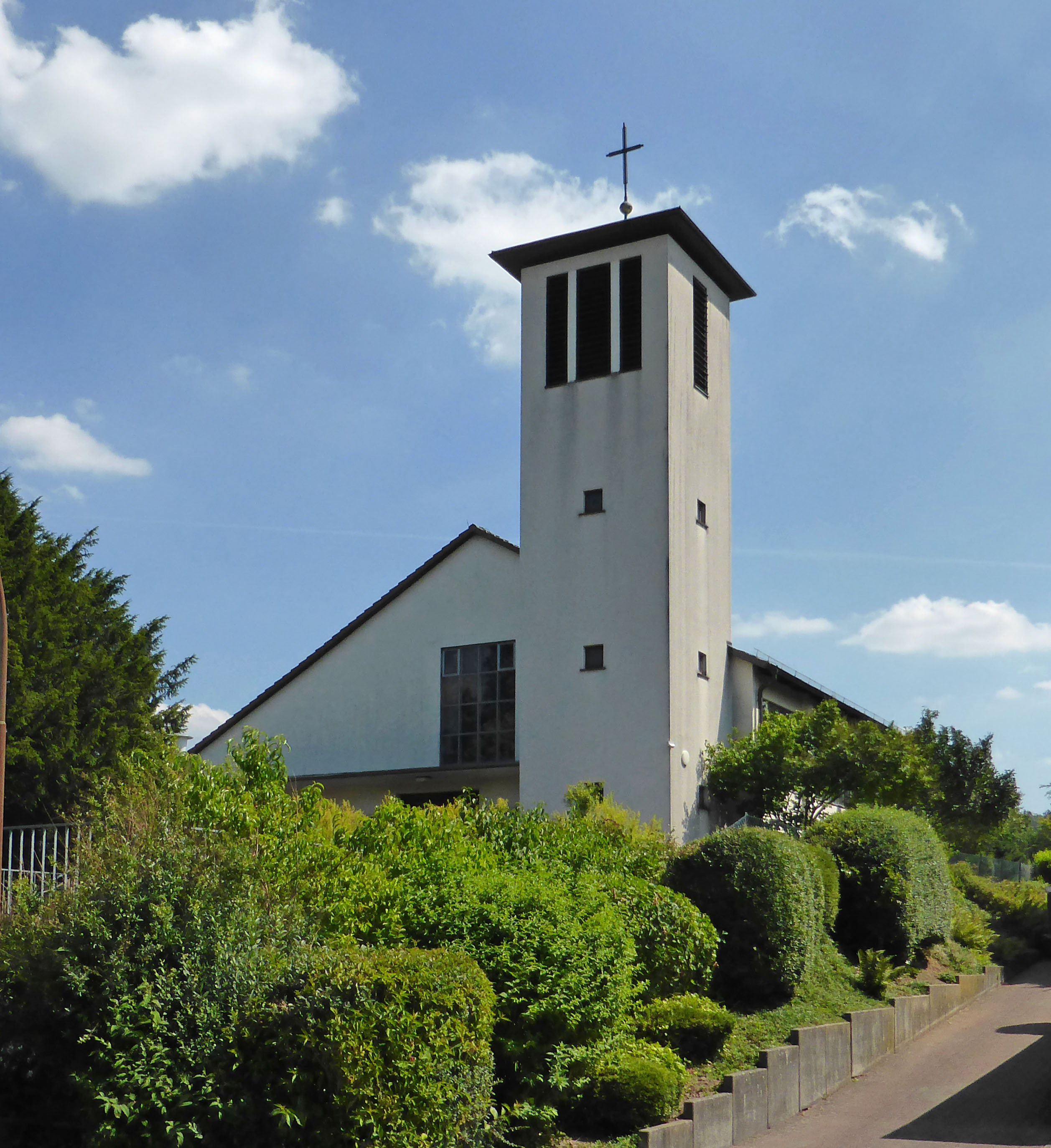
Kirche von Nordwesten

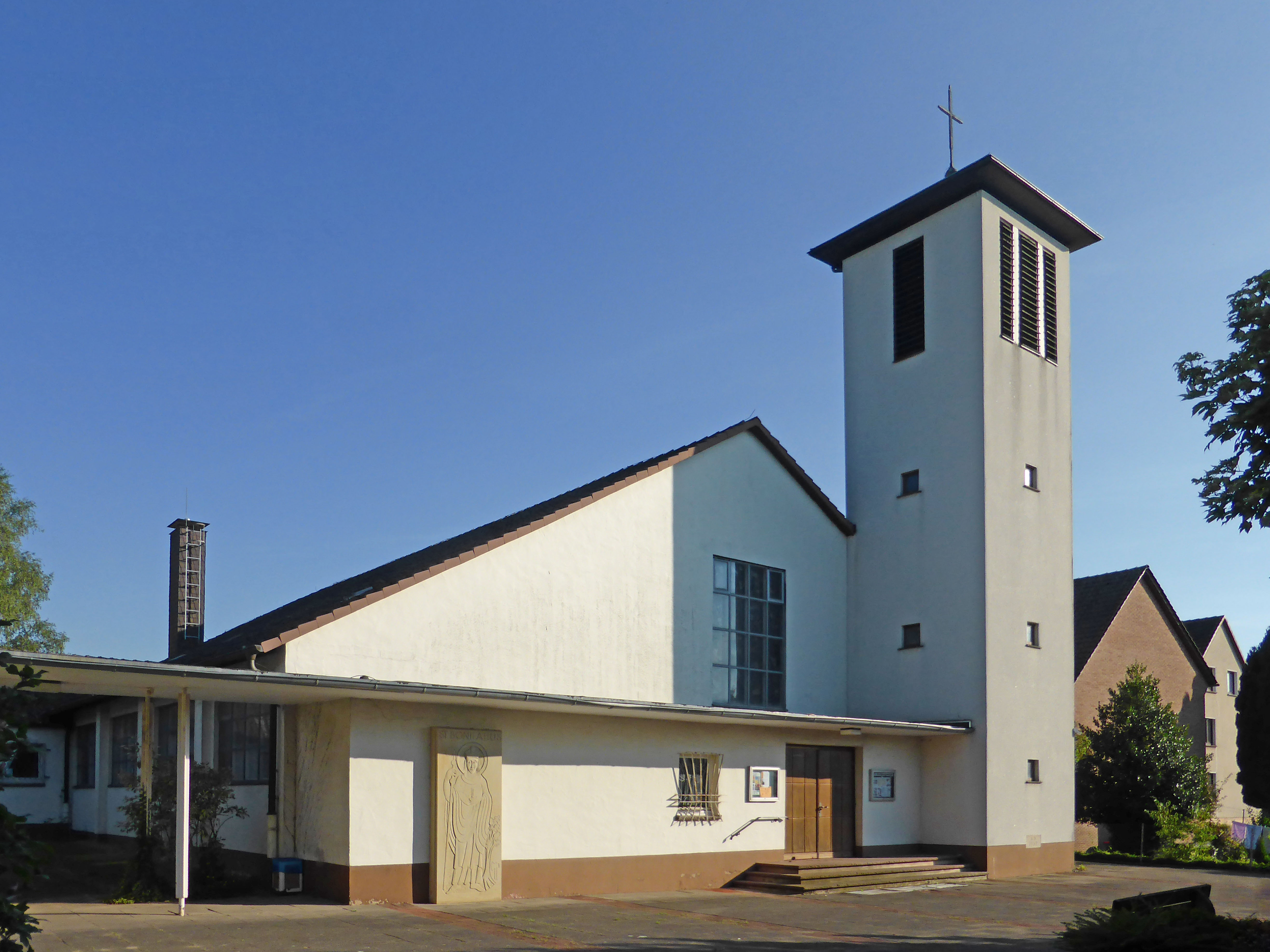
Kirche von Nordosten

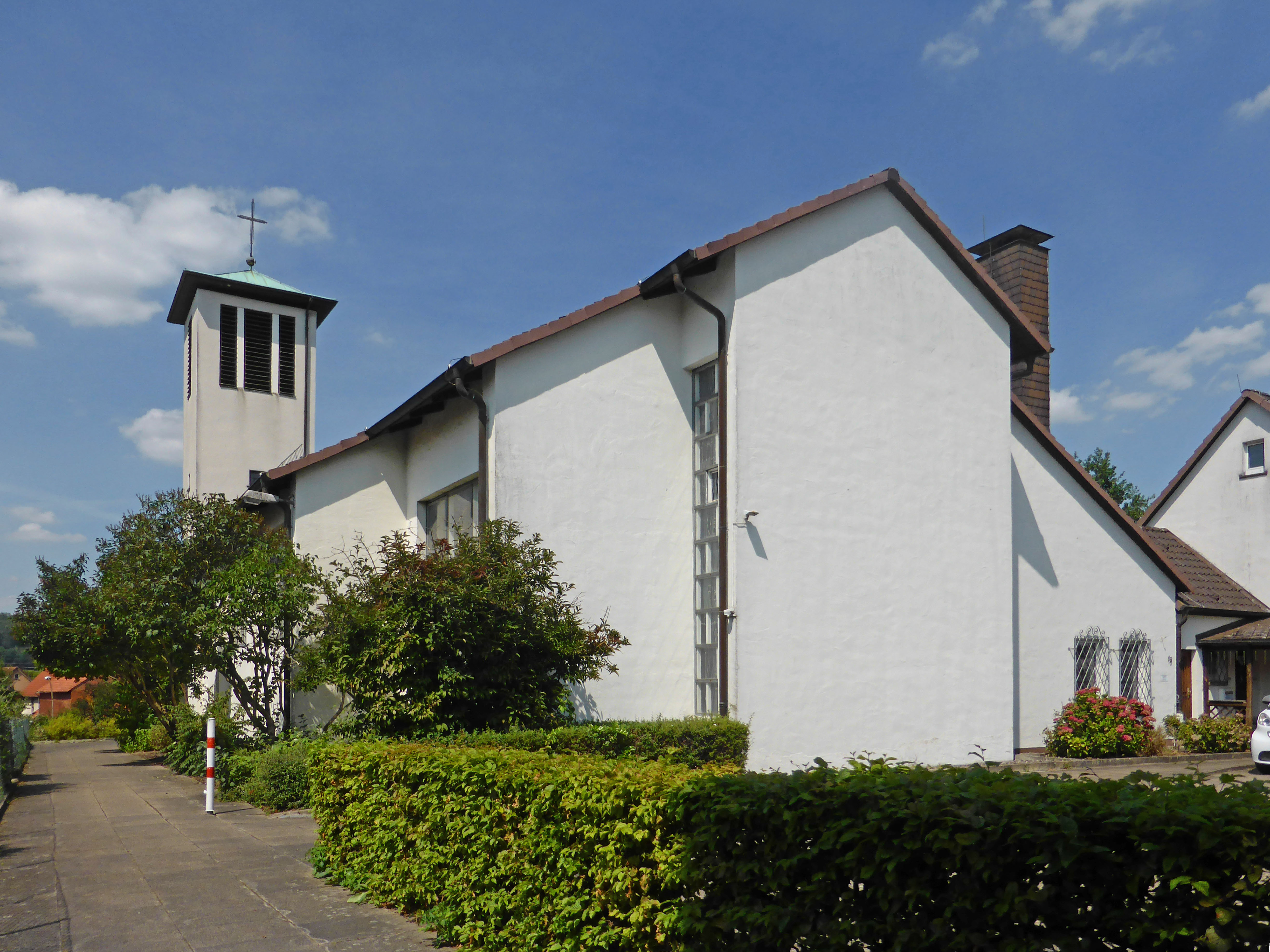
Kirche von Süden

Sankt Bonifatius ist die katholische Kirche in Aerzen, einem Flecken im Landkreis Hameln-Pyrmont in Niedersachsen. Die nach dem heiligen Bonifatius benannte Kirche gehört zur Pfarrgemeinde St. Elisabeth mit Sitz in Hameln, im Dekanat Weserbergland des Bistums Hildesheim.

## Geschichte
Im 16. Jahrhundert wurden Aerzen und seine St.-Petrus-Kirche durch die Reformation lutherisch.
Durch die Flucht und Vertreibung Deutscher aus Mittel- und Osteuropa 1945–1950 ließen sich in Aerzen wieder Katholiken in größerer Zahl nieder. Zunächst waren die nächstgelegenen katholischen Kirchen St. Augustinus in Hameln und St. Georg in Bad Pyrmont.
Im August 1946 wurde eine katholische Seelsorgestelle in Aerzen errichtet, zu ihr gehörten neben Aerzen auch die Ortschaften Dehmke, Dehrenberg, Groß Berkel, Grupenhagen, Königsförde, Laatzen, Multhöpen, Schwöbber und Selxen. Ihre Gottesdienste in Aerzen fanden zunächst in der evangelischen Marienkirche statt. Von 1946 bis 1959 war der Priester Adolf Breitkopf (1888–1966), zuvor bis 1946 Pfarrer in Pilgersdorf (Oberschlesien), katholischer Pfarrer in Aerzen. Ein Gedenkstein an der Kirche erinnert noch heute an ihn.

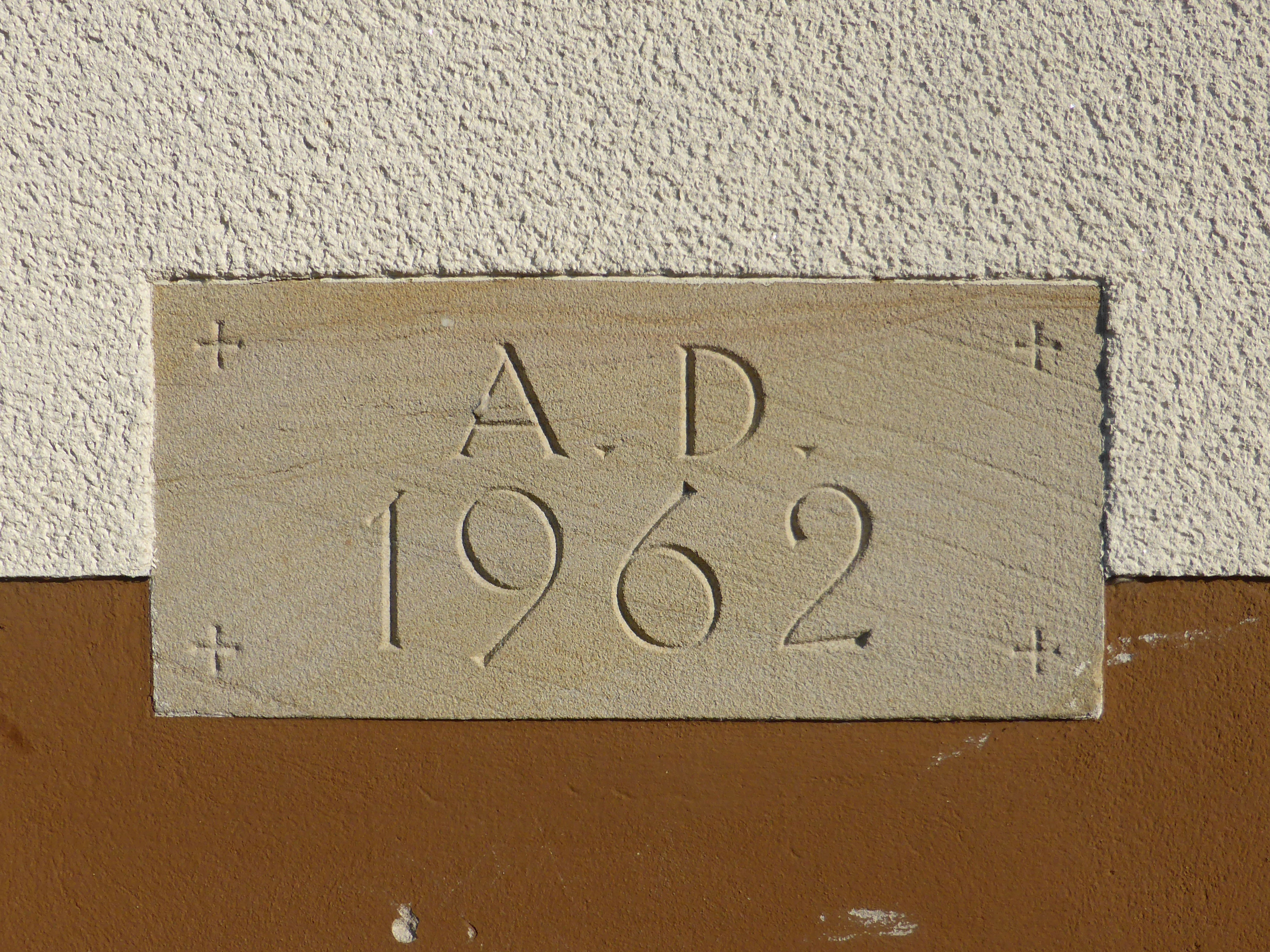
Grundstein

1958 wurde von Mitgliedern des katholischen Männervereins Aerzen ein Kirchenbauverein gegründet. 1962/63 wurde die Kirche vom damals noch rechtlich zuständigen Bistum Osnabrück errichtet. Im Sommer 1962 erfolgte ihre Grundsteinlegung durch den Hamelner Dechant Carl Hövelmann, und am 30. Juni 1963 die Benedizierung durch den Osnabrücker Domkapitular Josef Gerdts (1908–1967).
Erst mit dem Konkordat zwischen dem Heiligen Stuhl und dem Land Niedersachsen von 1965 bekam Aerzen volle Zugehörigkeit zum Bistum Hildesheim. Am 21. September 1968 folgte die feierliche Konsekration der Kirche durch den Hildesheimer Bischof Heinrich Maria Janssen.
In den 1990er Jahren wurde die zur Kirchengemeinde St. Bonifatius gehörende Kapelle St. Maria in Grießem, einem Ortsteil von Aerzen, profaniert. Ab Mai 1996 bildete St. Bonifatius mit den Hamelner Kirchengemeinden St. Elisabeth und St. Vizelin eine Seelsorgeeinheit. Am 1. November 2006 wurden die drei Kirchengemeinden zur heutigen Pfarrgemeinde St. Elisabeth zusammengeschlossen, wobei die Aerzener Pfarrgemeinde St. Bonifatius in diesem Zusammenhang aufgehoben wurde.
Seit dem 1. September 2012, als die Dekanate Bückeburg und Hameln-Holzminden zum heutigen Dekanat Weserbergland vereinigt wurden, gehört die St.-Bonifatius-Kirche zum Dekanat Weserbergland. Zuvor gehörte die Aerzener Kirche zum Dekanat Hameln-Holzminden, davon zum Dekanat Hameln.

## Architektur und Ausstattung
Die Kirche steht auf dem Grundstück Hainebuchenweg 13, zwischen den Straßen Hinterm Flecken und Hainebuchenweg, die ein westlich der Kirche verlaufender Fußweg verbindet.
Das Gotteshaus wurde nach Plänen des Architekten Josef Feldwisch-Dentrup (Osnabrück) erbaut. Ein an der Außenwand angebrachtes Relief stellt den heiligen Bonifatius dar.